# Chaetoleucopis liepai
Chaetoleucopis liepai är en tvåvingeart som beskrevs av Tanasijtshuk 1996. Chaetoleucopis liepai ingår i släktet Chaetoleucopis och familjen markflugor. Inga underarter finns listade i Catalogue of Life.